# Franz Schmuzer
Franz Schmuzer (* 1676 in Wessobrunn; † 21. April 1741 ebenda) war ein deutscher Stuckateur der Wessobrunner Schule in Süddeutschland.

## Familie
Sein Vater Johann Schmuzer war der Stukkateur und Stiftsbaumeister von Wessobrunn, sein jüngerer Bruder Joseph Schmuzer folgte dem Vater in diesem Amt. Er ist nicht zu verwechseln mit seinem Neffen, dem Stukkateur Franz Xaver Schmuzer. Ein weiterer (Halbbruder) war der Bildhauer Johann Georg Schmutzer.

## Werke

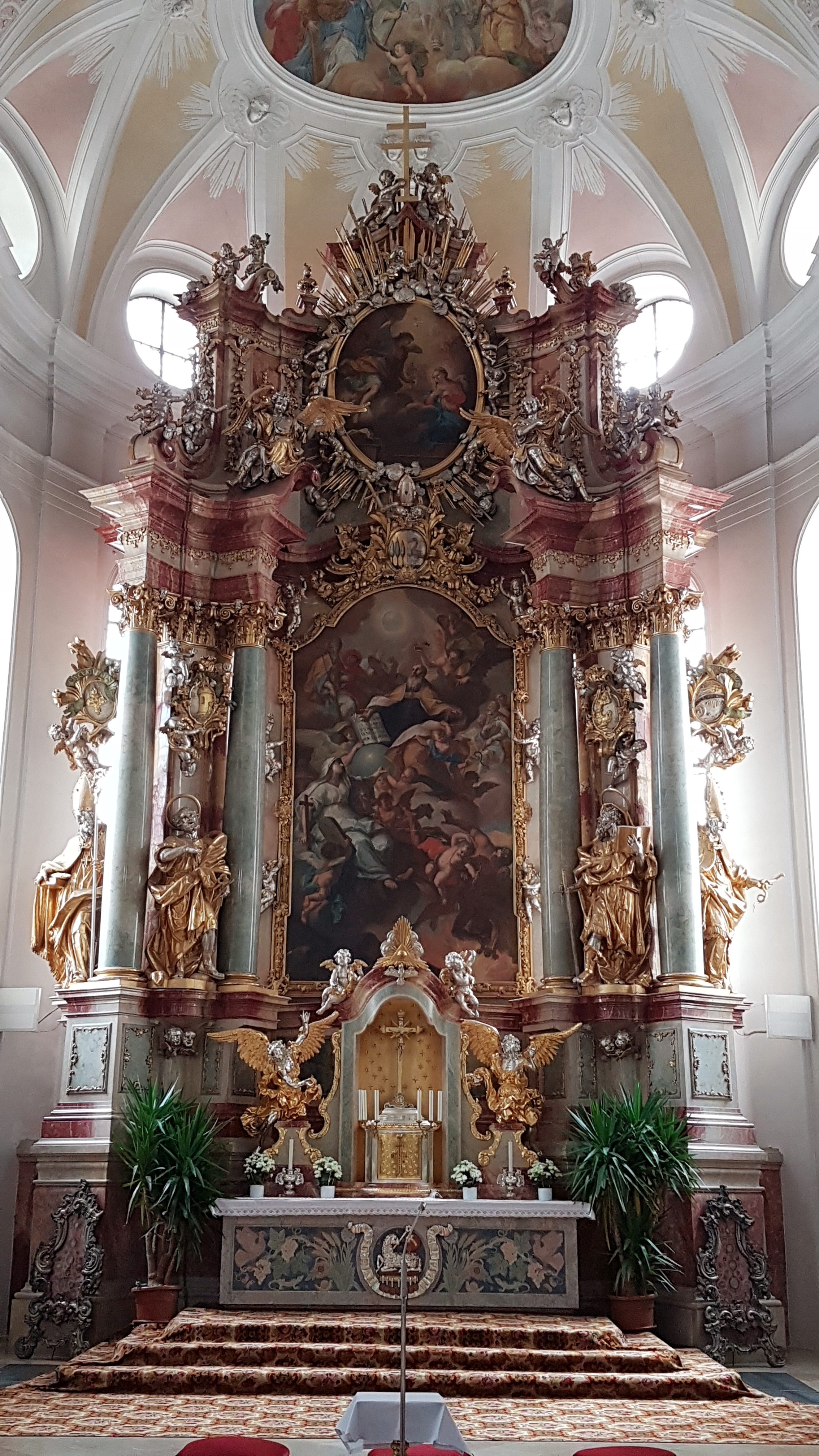
Franz Schmuzer, 1729: Hochaltar in der Klosterkirche Heilig Kreuz, Donauwörth

- 1698/99: mit seinem Vater Stuckierung des Chores in Stötten am Auerberg
- 1701 übernimmt er die Vollendung der Stuckierung in der Schlosskirche Friedrichshafen, die Stuckarbeiten im Speisesaal des Schloss Friedrichshafen werden ihm zugeschrieben.
- 1702: Kloster Obermarchtal, Sakristei, Kapitelsaal.
- 1708/10: Stuckierung der Kirche des Klosters Rheinau
- 1710/17: Kloster Weißenau
- 1718 Kloster Weingarten, Vertrag vom 12.3.
- 1719: Stuck in der Klosterkirche Donauwörth
- 1721: Hochaltar aus Stuckmarmor in der Wallfahrtskirche Zur Schmerzhaften Muttergottes in Vilgertshofen.
- 1722: St. Christina bei Ravensburg, Stuckdecke des Pfarramtszimmers mit dem Wappen des Weissenauer Abtes Leopold Mauch.
- 1723/25: Vertrag mit  Giacomo Antonio Corbellini über sechs Altäre für das Kloster Weingarten.
- Hochaltar und Kanzel in der Pfarrkirche St. Antonius in Hergensweiler im Westallgäu.
- 1725: Hochaltar in Heilig Kreuz, Donauwörth